# مانيجا
مانيجا هي مغنية روسية-طاجكية ولدت في 8 يوليو 1991،مثلت روسيا في مسابقة الأغنية الأوروبية 2021 وحصلت على المركز التاسع.